# Witsand
Witsand, früher Port Beaufort, ist ein kleiner Hafenort Südafrikas in der Gemeinde Hessequa, Distrikt Garden Route, Provinz Western Cape. Er liegt rund 36 Straßenkilometer südöstlich von Albertinia und erstreckt sich nur auf der Nordbank des Ästuars vom Breede River am Indischen Ozean. Im Jahre 2011 hatte Witsand 321 Einwohner in 175 Haushalten.

## Beschreibung
Der historische Name Port Beaufort leitet sich von Henry Somerset, 5. Duke of Beaufort ab, der Vater von Charles Henry Somerset. Witsand hat vier Ortsteile: Breedezicht Estate, Oysterbeds, Port Beaufort und Witsand.
Der Ort liegt an der Nordbank des Breede River und seinem sich zum Ozean öffnenden Ästuars. Im Mündungsbereich gibt es eine große Sandbank. Die den Ort umgebende Landschaft bildet einen Teilabschnitt der Küstenebenen des Kaplandes und ist von Sanddünen geprägt. In diesen Arealen gibt es eine spezifische Vegetation der Küstensandböden des Duinevelds. Einzelne Bereiche zeigen Spuren von Brackwassereinwirkungen. Der Breede River bildet hier zugleich eine Verwaltungsgrenze zwischen zwei Distriktgemeinden. Die auf der Südseite im Bereich seiner Mündung gelegenen Siedlungen Kontiki und Infanta gehören zur Lokalgemeinde Swellendam und damit zum Distrikt Overberg.
Westlich des Ortes und nahe dem Flussufer des Breede River befindet sich eine kleine, photovoltaisch betriebene Meerwasserentsalzungsanlage, die täglich rund 100 Kubikmeter Trinkwasser nach dem Verfahren der Umkehrosmose erzeugt und in der Umgebung etwa 3000 Einwohner damit versorgt.

## Sehenswürdigkeiten
In Witsand bilden touristische Angebote eine wichtige Erwerbsgrundlage für die Einwohner. Die den Ort begrenzende Meereszone gehört zur St. Sebastian Bay, eine Bucht am Indischen Ozean. Im Meer vor Witsand können Wale beobachtet werden. Jährlich kalben hier viele dieser Tiere, was dem Ort und der Bucht den Namen The Whale Nursery of South Africa (deutsch etwa: „Der Walkindergarten von Südafrika“) eingebracht hat. Die diverse Vogelwelt bietet reichhaltige Beobachtungsmöglichkeiten. Im Ort steht eine 1859 errichtete Kirche, die an die Familie Barry erinnert, mit der an dieser Stelle der Schiffsverkehr und Seehandel europäischer Siedler begann.

## Verkehr

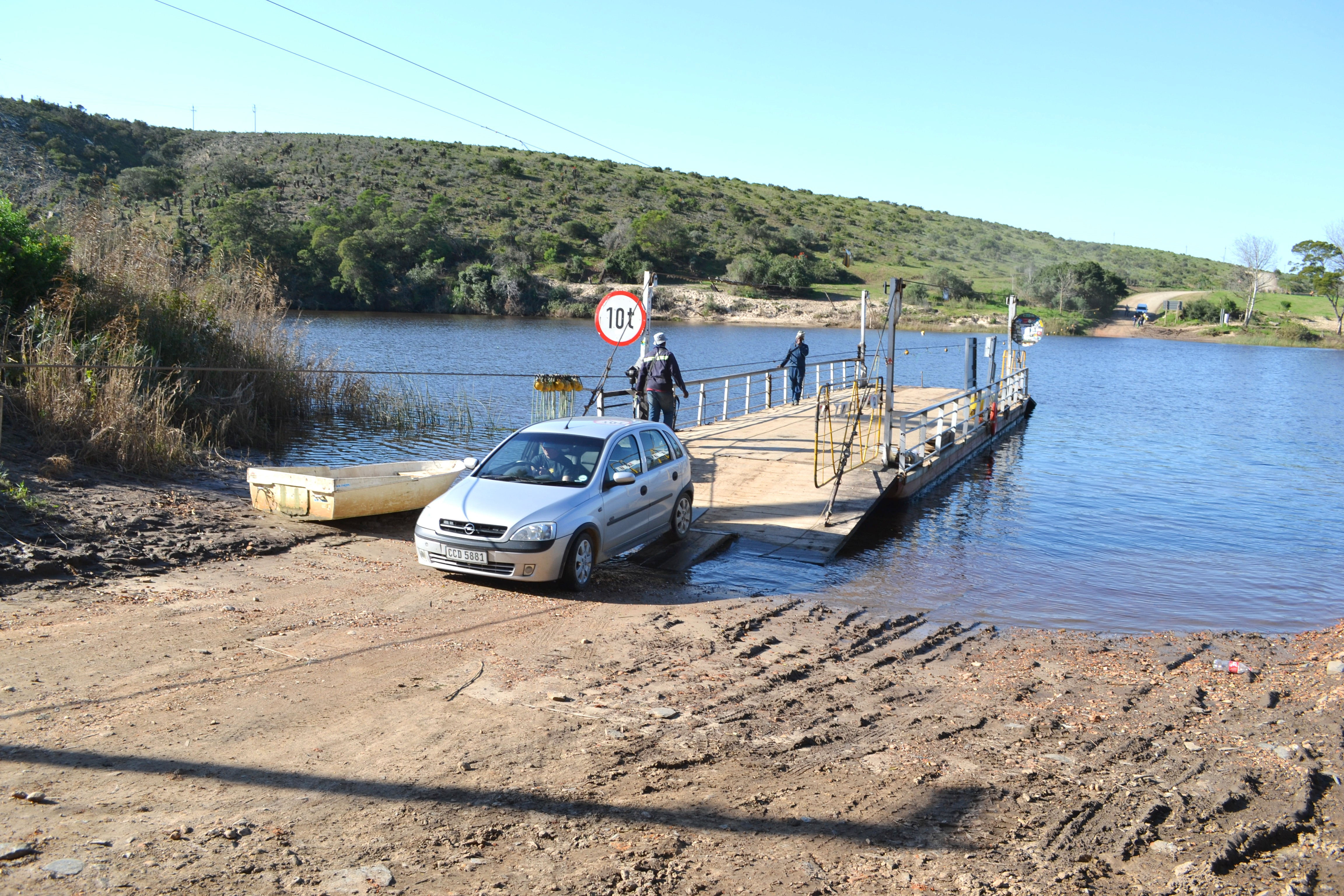
Pontonfähre von Malgas

Auf dem Landweg ist der Ort über die etwa 35 Kilometer lange Regionalstraße R322 erreichbar, die westlich bei Heidelberg von der Nationalstraße N2 abzweigt. Aus Richtung Swellendam führt die Regionalstraße R324 mit 49 Kilometern Länge nach Fort Beaufort/Witsand, die zwischen Buffeljagsrivier und Bontbokskloof ebenso von der N2 abgeht.
In Malgas, etwa 35 Kilometer stromaufwärts, gibt es eine handbetriebene Pontonfähre, womit Reisende auf das andere Ufer des Breede River gelangen können.